# Monumento al Marinaio di Taranto
(Iscrizione sul piedistallo del monumento)
Il Monumento al Marinaio di Taranto è uno dei monumenti del Borgo Nuovo della città. Dedicato ai marinai della Marina Militare Italiana, fu realizzato in bronzo sul corso Due Mari dallo scultore Vittorio Di Cobertaldo nel 1974, per volontà dell'ammiraglio Angelo Iachino, comandante della flotta di stanza a Taranto durante la seconda guerra mondiale, che volle far dono dell'opera alla città che fu teatro della famosa "Notte di Taranto".
La scultura, che è alta circa sette metri e poggia su di un piedistallo, raffigura due marinai nell'atto di salutare le imbarcazioni che si accingono ad attraversare il canale navigabile che collega il Mar Grande con il Mar Piccolo, levando verso l'alto il tipico berretto con la mano destra. L'opera si integra con l'antica ringhiera del corso Due Mari sulla quale è impressa una stella a cinque punte e lo stemma della Marina dei Savoia, e vuole esprimere il legame tra la città e i marinai della Marina Militare.
Lo scultore che ha realizzato l'ingrandimento dal bozzetto dell'artista Di Cobertaldo, per la realizzazione della fusione in bronzo è stato Paolo Bosio, il lavoro è stato poi fuso nelle Fonderia Catani a Roma, prima di essere trasportato presso il porto di Taranto.